# Gabrielle-Suzanne de Villeneuve
Gabrielle-Suzanne de Villeneuve, dite Madame de Villeneuve, née Gabrielle-Suzanne Barbot, dame de Romagné et des Mothais, née le 28 novembre 1685 ou 1695 à Paris et morte le 29 décembre 1755 à Paris, est une romancière française, connue surtout pour avoir composé la première version moderne de La Belle et la Bête.

## Biographie
Gabrielle-Suzanne est la fille de Jean Barbot, écuyer, seigneur de Romagné et des Mothais, conseiller du Roi au présidial de La Rochelle, et de dame Suzanne Allaire. Ses parents appartiennent à deux familles protestantes de La Rochelle. Sa famille paternelle, dont est issu Amos Barbot de Buzay, a donné plusieurs maire de La Rochelle.
Elle épouse en l'église Saint-Barthélemy de La Rochelle le 9 février 1706 Jean-Baptiste de Gaalon de Barzay, chevalier, seigneur de Villeneuve, lieutenant-colonel d'infanterie. Dès le 8 novembre 1706, Gabrielle-Suzanne Barbot obtient du présidial de La Rochelle la séparation de biens (c'est-à-dire la restitution de sa dot), à cause des pertes faites au jeu par son mari « et son mauvais ménagement. » De leur union naît malgré tout une fille, Marie Louise Suzanne, à La Rochelle le 13 février 1708. M. de Villeneuve meurt à Pampelune le 14 juin 1711.
Devenue veuve à 26 ans, et sans ressources, elle se lance dans la carrière littéraire.
« Ayant fait connoissance avec l'illustre Poëte tragique, M. de Crébillon, qui avait été nommé Censeur d'un de ses Romans, ils convinrent de loger dans la même maison, & de vivre à la même table. Cette liaison a duré jusqu'à la mort de Madame de Villeneuve... ». De fait, elle meurt en 1755 rue des Douze Portes paroisse Saint-Gervais, où Crébillon père (1674-1762) s'était installé depuis quelques années et où il mourut.

## La Belle et la Bête
Elle aurait entendu ce conte (dont une version antérieure datait de Straparola) de la bouche d'une femme de chambre alors qu'elle était en voyage pour l'Amérique. Elle le fit paraître en 1740 dans un recueil intitulé La Jeune Américaine et les contes marins, mais il ne connut la célébrité que lorsqu'il fut repris en 1756, sous forme très abrégée, par une autre romancière, Mme Leprince de Beaumont, dans son Magasin des enfants. La version de Gabrielle-Suzanne de Villeneuve a néanmoins été souvent rééditée.

## Autres œuvres
Son roman le plus apprécié fut La Jardinière de Vincennes, paru en 1753.
Beaucoup de ses ouvrages sont parus de manière anonyme (signée « Mme de V*** »), ce qui rend difficile un certain nombre d'attributions.
- Le Phoenix conjugal, nouvelle du temps (1734)
- La Jeune Américaine et les contes marins (1740)
- Le Beau-frère supposé (1740)
- Contes de cette année (1744) réédité à titre posthume sous le titre : Contes de Mme de Villeneuve (1765)
- Les Belles solitaires (1745)
- La Jardinière de Vincennes (1753)
- Le Juge prévenu (1754)
- Anecdotes De La Cour D'Alphonse Onzieme Du Nom, Roi De Castille (1756), en 4 parties. Numérisé.
- Le Temps et la patience, conte moral (1768, édition posthume)

D'autres romans lui ont parfois été attribués. Elle a publié aussi sous le titre Anecdotes de la cour d'Alphonse onzieme du nom, roi de Castille une version remaniée d'Alphonse roi de Castille, roman de Madeleine de Scudéry, dont les premières versions avaient paru anonymement.